# Przylądek La Hague

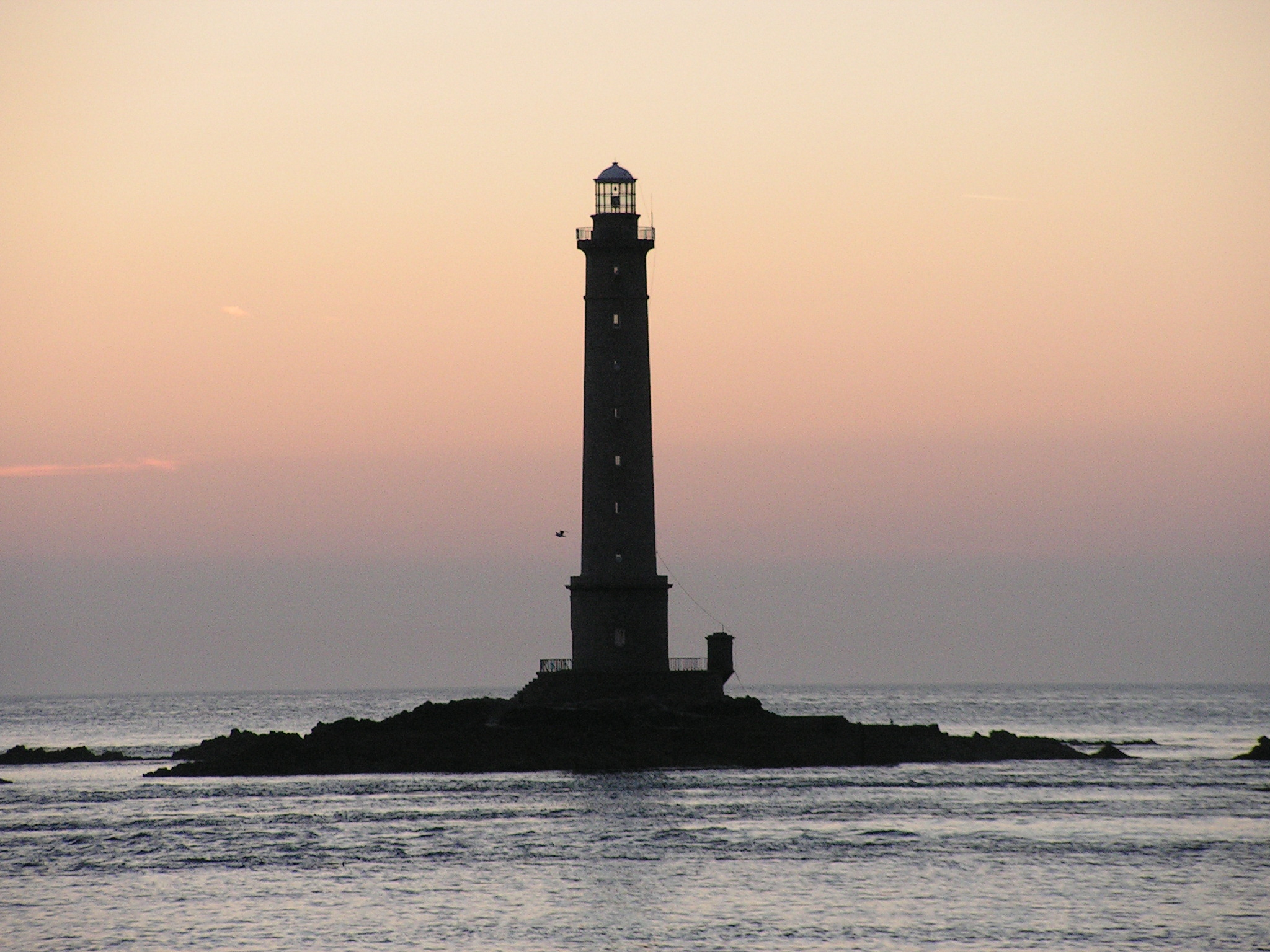
Latarnia morska na La Hague

Przylądek La Hague – przylądek na końcu półwyspu Cotentin w Normandii we Francji.
Część mieszkańców regionu posługuje się dialektem zwanym Haguis. Posługiwał się nim m.in. Côtis-Capel (właściwie Albert Lohier, 1915–1986), poeta normandzki.
Urodził się tu w 1814 roku malarz Jean-François Millet. Mieszkał tu także poeta i scenarzysta Jacques Prévert (1900–1977).
Jest tu zlokalizowany założony w 1976 roku zakład utylizacji i wzbogacania odpadów jądrowych towarzystwa COGEMA (Compagnie Générale des Matieres Nucléaires), wykorzystujący lekkowodny reaktor jądrowy, przerabiający ok. 1 700 ton odpadów promieniotwórczych rocznie. Znajduje się tu także uruchomione w 1969 roku składowisko odpadów nisko- i średnioaktywnych o powierzchni 12 ha i pojemności 535 000 m³. Są to obiekty częstego  zainteresowania organizacji Greenpeace.